# Marseilles-lès-Aubigny
Marseilles-lès-Aubigny – miejscowość i gmina we Francji, w Regionie Centralnym, w departamencie Cher.
Według danych na rok 1990 gminę zamieszkiwały 802 osoby, a gęstość zaludnienia wynosiła 81 osób/km² (wśród 1842 gmin Regionu Centralnego Marseilles-lès-Aubigny plasuje się na 490. miejscu pod względem liczby ludności, natomiast pod względem powierzchni na miejscu 1152.).